# Zombie und die Geisterbahn
Zombie und die Geisterbahn ist ein finnischer Spielfilm von Mika Kaurismäki aus dem Jahr 1991.

## Handlung
Der junge und lethargische Bassist Antti, den seine Freunde nur Zombie nennen, kehrt aus Istanbul in seine Heimat Finnland zurück. Direkt bei seiner Ankunft wird er zum Wehrdienst eingezogen, den er nur widerwillig ableistet. Nachdem Zombie beim Küchendienst der Suppe für die Offiziere Terpentin beigefügt hat, gelingt es ihm sofort entlassen zu werden. Er geht nach Helsinki und versucht im Leben wieder Fuß zu fassen. Dort zieht Zombie in die Garage seiner Eltern und vegetiert vor sich hin. Seine Ex-Freundin Marjo kommt wieder mit ihm zusammen und trennt sich wegen Zombie von ihrem Freund. Sein alter Freund Harri verschafft ihm zunächst einen Job als Roadie und dann als Bassist.
Aber der dennoch ziellose und nach einem Sinn suchende Musiker kommt mit seinem Dasein nicht zurecht und verfällt zusehends dem Alkohol. Darüber hinaus überwirft sich Zombie noch mit seiner Freundin Marjo und lässt sich mit Kriminellen ein, wodurch er straffällig wird. Um einer Strafe zu entgehen, flüchtet Zombie nach Istanbul. Sein Freund Harri reist ihm nach und spürt ihn auf, aber schafft es nicht, Zombie aus seiner Trägheit herauszureißen und nach Finnland zurückzuholen.

## Wissenswertes
- Zombie und die Geisterbahn ist auch unter dem internationalen englischen Titel Zombie and the Ghost Train bekannt.
- Der Film wurde 1992 beim nationalen Filmpreis Finnlands, dem Jussi, dreifach ausgezeichnet. Der Regisseur, der Kameramann und der Hauptdarsteller erhielten den Jussi-Award.
- Das Lied Solitude der Musikgruppe Black Sabbath wird in dem Film mehrfach verwendet.
- Einige Mitglieder der finnischen Band Leningrad Cowboys spielen im Film Mitglieder der Band Mulefukker. Silu Seppälä war selbst von 1989 bis 2000 Bassist der Leningrad Cowboys.

## Rezeption

### Kritiken
Cinema stellt fest, dass es Mika Kaurismäki mit „diesem finnischen Roadmovie“ erstmals gelänge „aus dem Schatten seines jüngeren Bruders Aki“ herauszutreten. „Mit einfachen, poetischen Mitteln“ erzähle Mika in diesem „schwarzhumoriges Drama“ „die Geschichte eines Losers, des lethargischen Rockbassisten Zombie…“
Das Filmfest München beschreibt den Film als „Aufwühlendes, sehr melancholisches Psychodrama.“
Das Lexikon des internationalen Films sieht ein in „düsteren Farben gezeichnetes Porträt eines Verlierertypen“ und merkt kritisch an, dass der Film „in oberflächlicher Beschreibung der äußeren Umstände steckenbleibt und somit dem Problem Alkoholismus nicht gerecht wird.“

### Auszeichnungen
- 1991: Preis Silberne Muschel in der Kategorie Bester Darsteller für Silu Seppälä beim spanischen Festival Internacional de Cine de San Sebastián
- 1991: Nominierung für den Preis Goldene Muschel in der Kategorie Beste Regie für Mika Kaurismäki beim spanischen Festival Internacional de Cine de San Sebastián
- 1992: Presseauszeichnung für Mika Kaurismäki beim ehemaligen französischen Festival du cinéma nordique
- 1992: Jussi in der Kategorie Beste Regie für Mika Kaurismäki
- 1992: Jussi in der Kategorie Bester Darsteller für Silu Seppälä
- 1992: Jussi in der Kategorie Beste Kamera für Olli Varja